# Rerum omnium perturbationem
Rerum omnium perturbationem est une encyclique du pape Pie XI, publiée le 26 janvier 1923 à l'occasion du troisième centenaire de la mort de saint François de Sales, consacrée à rappeler le souvenir de cet évêque savoyard, considéré comme l'un des principaux maîtres de la théologie catholique. Le pape Pie XI proclame par une lettre apostolique saint François de Sales, patron de « tous ceux qui font connaître la sagesse chrétienne par l'écrit dans les journaux ou dans tout autre publication pour le grand public ». Il devient ainsi le saint patron des journalistes, des éditeurs et des écrivains.

## Source
- (it) Cet article est partiellement ou en totalité issu de l’article de Wikipédia en italien intitulé « Rerum Omnium Perturbationem » (voir la liste des auteurs).